# زنبق کاذب
زنبق کاذب (نام علمی: Iris notha) نام یک گونه از سرده زنبق است.